# Санта-Марія-да-Фейра
Са́нта-Марі́я-да-Фе́йра (порт. Santa Maria da Feira; МФА: [ˈsɐ̃.tɐ mɐ.ˈɾi.ɐ dɐ ˈfɐj.ɾɐ]) — муніципалітет і місто в Португалії, в окрузі Авейру. Розташований у північно-західній частині країни, на теренах історичної португальської провінції Бейра. Належить до Авейрівської діоцезії Католицької церкви в Португалії. Права міського самоврядування має з 1514 року. Поділяється на 21 парафію. За адміністративним поділом, чинним до 1976 року, був складовою провінції Берегове Дору. Площа муніципалітету — 213,45 км², населення муніципалітету — 139313 ос. (2011); густота населення — 652,67 осіб/км²
. Патрон — святий Себастіан. Святковий день муніципалітету — 20 січня. Поштовий індекс — 4520.  Код місцевої адміністративної одиниці — 0109. Складова статистичного регіону Північ. Перебуває у складі великої міської агломерації Великий Порту.

## Назва
- Са́нта-Марі́я-да-Фе́йра (порт. Santa Maria da Feira, МФА: [ˈsɐ̃.tɐ mɐ.ˈɾi.ɐ dɐ ˈfɐj.ɾɐ]) — сучасна португальська назва від 1985 року.
- Са́нта-Марі́я (порт. Santa Maria,  МФА: [ˈsɐ̃.tɐ mɐ.ˈɾi.ɐ], «Свята Марія») — середньовічна назва XII століття, що позначала поселення і його околиці, так звану «землю Святої Марії» ( лат. Terra de Santa Maria).
- Фе́йра (порт. Feira, МФА: [ˈfɐj.ɾɐ], «ярмарок») — коротка книжна назва XV—XIX століть.
- Віла-да-Фейра (порт. Vila da Feira, МФА: [ˈvi.ɫɐ dɐ ˈfɐj.ɾɐ], «ярмаркове містечко, містечко Фейра»; стара орфографія: порт. Villa da Feira) — стара португальська назва муніципалітету, що використовувалася до 1985 року.

## Географія
Санта-Марія-да-Фейра розташована на північному заході Португалії, на півночі округу Авейру.
Місто розташоване за 32 км на північ від міста Авейру.
Санта-Марія-да-Фейра межує на півночі з муніципалітетами Віла-Нова-де-Гая і Гондомар, на сході — з муніципалітетом Арока, на південному сході — з муніципалітетами Олівейра-де-Аземейш і Сан-Жуан-да-Мадейра, на півдні — з муніципалітетом Овар, на заході — з муніципалітетом Ешпіню.

### Клімат
| Клімат Санта-Марія-да-Фейра | Клімат Санта-Марія-да-Фейра | Клімат Санта-Марія-да-Фейра | Клімат Санта-Марія-да-Фейра | Клімат Санта-Марія-да-Фейра | Клімат Санта-Марія-да-Фейра | Клімат Санта-Марія-да-Фейра | Клімат Санта-Марія-да-Фейра | Клімат Санта-Марія-да-Фейра | Клімат Санта-Марія-да-Фейра | Клімат Санта-Марія-да-Фейра | Клімат Санта-Марія-да-Фейра | Клімат Санта-Марія-да-Фейра | Клімат Санта-Марія-да-Фейра |
| Показник                    | Січ.                        | Лют.                        | Бер.                        | Квіт.                       | Трав.                       | Черв.                       | Лип.                        | Серп.                       | Вер.                        | Жовт.                       | Лист.                       | Груд.                       | Рік                         |
| Середній максимум, °C       | 13,5                        | 14,3                        | 16,2                        | 17,5                        | 19,6                        | 22,7                        | 24,7                        | 25,0                        | 24,0                        | 20,9                        | 16,7                        | 13,9                        | 19,1                        |
| Середня температура, °C     | 9,3                         | 10,1                        | 11,5                        | 12,9                        | 15,1                        | 18,1                        | 19,9                        | 19,8                        | 19,0                        | 16,2                        | 12,3                        | 9,9                         | 14,5                        |
| Середній мінімум, °C        | 5,1                         | 5,9                         | 6,8                         | 8,3                         | 10,6                        | 13,5                        | 15,0                        | 14,6                        | 13,9                        | 11,4                        | 7,9                         | 5,9                         | 9,9                         |
| Днів з опадами              | 14                          | 13                          | 11                          | 10                          | 9                           | 6                           | 2                           | 3                           | 6                           | 10                          | 12                          | 12                          | 108                         |
| --------------------------- | --------------------------- | --------------------------- | --------------------------- | --------------------------- | --------------------------- | --------------------------- | --------------------------- | --------------------------- | --------------------------- | --------------------------- | --------------------------- | --------------------------- | --------------------------- |
| Джерело: www.yr.no          |                             |                             |                             |                             |                             |                             |                             |                             |                             |                             |                             |                             |                             |

## Історія
Поселення Санта-Марія-да-Фейра виникло в XII столітті поблизу замку Святої Марії (Санта-Марія). Цей замок був форпостом Астурійсько-Леонського королівства, а згодом — Португальського графства. Від 1117 року, за правління португальської графині Терези, при замку стали проходити постійні ярмарки (порт. feira). З часом, на базі поселень купців і ремісників, що брали участь у ярмарках, постало призамкове поселення Святої Марії (Санта-Марія), пізніше відоме як Фейра.
1514 року португальський король Мануел I Фейрі форал, яким визнав за поселенням статус містечка та муніципальні самоврядні права.
14 серпня 1985 року Фейра отримала статус міста, і змінила назву на Санта-Марія-да-Фейра («Фейра святої Марії»).

## Населення
| Кількість мешканців | Кількість мешканців | Кількість мешканців | Кількість мешканців | Кількість мешканців | Кількість мешканців | Кількість мешканців | Кількість мешканців | Кількість мешканців | Кількість мешканців | Кількість мешканців | Кількість мешканців | Кількість мешканців | Кількість мешканців | Кількість мешканців |
| ------------------- | ------------------- | ------------------- | ------------------- | ------------------- | ------------------- | ------------------- | ------------------- | ------------------- | ------------------- | ------------------- | ------------------- | ------------------- | ------------------- | ------------------- |
| 1864                | 1878                | 1890                | 1900                | 1911                | 1920                | 1930                | 1940                | 1950                | 1960                | 1970                | 1981                | 1991                | 2001                | 2011                |
| 31 692              | 33 676              | 36 684              | 38 494              | 45 048              | 45 008              | 52 679              | 61 505              | 70 532              | 83 483              | 94 970              | 109 531             | 118 641             | 135 964             | 139 312             |

## Парафії
1. Аргонсільє
2. Арріфана
3. Ешкапайнш
4. Калдаш-де-Сан-Жорже і Піжейруш (до 2013: Калдаш-де-Сан-Жорже, Піжейруш)
5. Канеду, Вале і Віла-Майор (до 2013: Канеду, Вале, Віла-Майор)
6. Лобан, Жіан, Лореду і Гізанде (до 2013: Лобан, Жіан, Лореду, Гізанде)
7. Лороза
8. Мільєйрош-де-Пойареш
9. Мозелуш
10. Ногейра-да-Режедора
11. Пасуш-де-Брандан
12. Ріу-Меан
13. Ромаріш
14. Сангеду
15. Санта-Марія-де-Ламаш
16. Сан-Мігел-ду-Соту і Моштейро (до 2013: Соту, Моштейро)
17. Сан-Жуан-де-Вер
18. Сан-Пайю-де-Олейруш
19. Санта-Марія-да-Фейра, Траванка, Санфінш і Ешпрагу (до 2013: Фейра, Траванка, Санфінш, Ешпаргу)
20. Фіайнш
21. Форнуш

## Пам'ятки
- Фейрівський замок — середньовічний замок IX століття.
- Церква Милосердя святої Марії — католицька церква XVI століття.

## Міста-побратими
Санта-Марія-да-Фейра підтримує дружні стосунки з такими містами:
1. – Жуе-ле-Тур, Франція (1989)
2. – Тирговиште, Болгарія (2002)
3. – Катіо, Гвінея-Бісау (2006)
4. – Кенітра, Марокко (2013)